# Grande Casino Internacional Monte Estoril

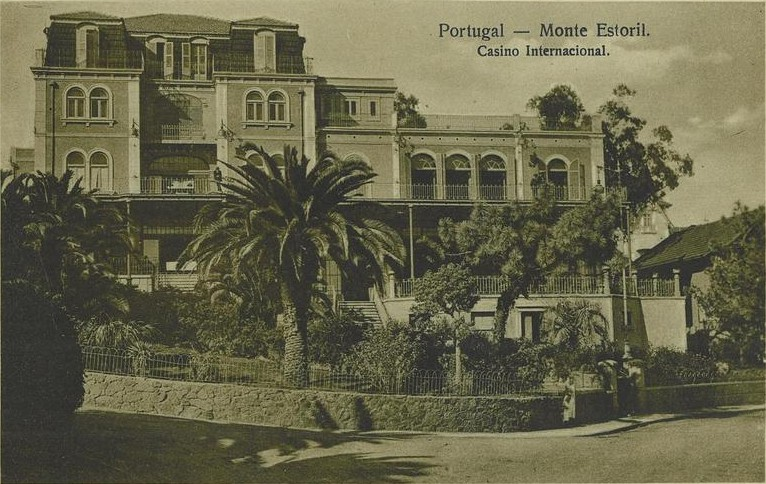
Cartão-postal de 1920 retratando o Casino.

O Grande Casino Internacional Monte Estoril foi um casino que ficava localizado num palacete no Monte Estoril, concelho de Cascais.
Este Casino era uma sociedade gerida por Luís Gonzaga Ribeiro (Capitão-Tenente da Marinha), nascido em Macau e casado com Maria Luísa de Mello Breyner, e pelo seu sócio José Nunes Ereira. Era um casino verdadeiramente internacional, palco de grandes orquestras e de grandes estreias de cinema e de teatro, realçando em 1926 a Jazz-Band Sul-Americano Romeo Silva e o Primeiro Grande Concerto de Jazz no concelho de Cascais, protagonizado pelos Robinson´s Syncopators no Reveillon de 31 de Dezembro de 1927.
Luís Gonzaga Ribeiro regressando de África nos finais do século XIX (tinha sido governador de várias províncias de Angola, de Moçambique e do Congo), contrata o Engenheiro Almeida Pinheiro e manda edificar o palacete num terreno de 5.000 m2 com palmeiras centenárias no Monte Estoril para sua casa familiar de veraneio. Em 1899 constitui a sociedade e inaugura o Grande Casino Internacional Monte Estoril, ocupando o último piso do palacete como sua residência familiar. Após a sua morte em 1927, o casino foi adquirido pela Companhia do Monte Estoril e encerrado em 1931.